# Pedro Solano
Pedro Fernando Solano Morales es un músico, cantante, guitarrista y compositor peruano. Se inició con la banda Los Pollos a mediados de los 90s. En 1996 junto a José Arbulú y Luis Callirgos formaría Cementerio Club, banda con la cual alcanzaría la fama y concitaría la atención de medios locales e internacionales como MTV.

## Biografía
Nació el 20 de noviembre de 1965 en Lima, Perú. Su primera banda se llamaría Los Pollos. Para 1996 formaría Cementerio Club banda con la que alcanzaría el éxito nacional e internacional y en la que comparte el rol de vocalista con José Arbulú. Él mismo destaca como su mayor influencia musical a The Beatles. Muy aparte de la música Pedro Solano pertenece a ACCA (Asociación para la conservación de la Cuenca Amazónica). Actualmente es Director Ejecutivo de la Sociedad Peruana de Derecho Ambiental, SPDA, institución a la que pertenece desde 1988.

## Carrera con Cementerio Club
En 1996 junto a Luis Callirgos y José Arbulú forman Cementerio Club.
En 1998 lanzan su primera producción de estudio titulada homónimamente Cementerio Club.
En 2000 lanzan su segunda producción de estudio titulada Cerca.
En 2003 lanzan su tercera producción de estudio titulada Vacaciones en Mediocielo, la cual tendría un éxito internacional en cadenas como MTV entre otras. En 2004 los MTV Video Music Awards Latinoamérica 2004 junto a Cementerio Club obtendría el premio a Mejor Artista Nuevo. En 2007 lanzan su cuarta producción de estudio titulada Bailando en el muladar. En febrero de 2008, la banda es nominada como Mejor banda de rock en los Premios APDAYC. El 14 de noviembre de 2008 la banda participa del Lima Hot Festival donde comparten escenario con R.E.M. y Travis. En 2010, la banda como adelanto de su próxima producción lanza dos sencillos titulados "Luces de neón" y "Llevas mi fé".

## Carrera como solista
En octubre de 2006 paralelamente a los trabajos de Cementerio Club, lanzaría su primera producción como solista titulada + amor. La cual pertenece a una caja recopilatoria denominada, Cementerio Club: Colección Solistas.

### Discografía
- + amor (2006)